# Kościół św. Mikołaja w Hamburgu-Harvestehude
Kościół św. Mikołaja w Hamburgu-Harvestehude (niem. Hauptkirche Sankt Nikolai (Hamburg-Harvestehude)) – nowy, tzw. główny kościół św. Mikołaja został zbudowany w latach 1960-1962 dla istniejącej od końca 1956 parafii św. Mikołaja na Klosterstern w hamburskiej dzielnicy Harvestehude. Zastąpił on zrujnowany w wyniku drugiej wojny światowej stary kościół św. Mikołaja, który zdecydowano się pozostawić w formie trwałej ruiny jako pamiątkę ofiar wojny, parafię zaś przeniesiono do Harvestehude.

## Historia kościoła i parafii
Nowy kościół św. Mikołaja stanął w pobliżu miejsca, gdzie w latach 1295-1530 stał klasztor Herwardeshude. Parafia św. Mikołaja na Klosterstern była pomyślana jako kontynuacja przedwojennej parafii św. Mikołaja. Utworzono ja z części parafii: St. Johannis (Harvestehude), St. Johannis (Eppendorf), Matthäusgemeinde-Winterhude i St. Andreas. Stara parafia św. Mikołaja była czasowo przeniesiona do kościołów św. Katarzyny i św. Michała.
Po wybudowaniu kościół św. Mikołaja na Klosterstern stał się piątym, głównym kościołem Hamburga, zastępując stary kościół św. Mikołaja. 

## Architektura
Kościół św. Mikołaja na Klosterstern został wzniesiony na planie koła z wieżą. Projekt świątyni jest dziełem architektów Gerharda i Dietera Langmaacków. Wysokość wieży łącznie z wysokim na 3 m wiatrowskazem wynosi 89,4 m; jest to więc siódma pod względem wysokości wieża kościelna w Hamburgu po wieżach pięciu głównych kościołów Starego Miasta i kościele św. Gertrudy. 
Całkowita długość kościoła wynosi ok. 40,5 m a szerokość ok. 35 m.
Obraz w ołtarzu głównym stanowi mozaika Ecce Homines Oskara Kokoschki z 1974. Obraz nie jest przymocowany do ściany lecz zawieszony nad krucyfiksem ołtarzowym. Krucyfiks ten, podobnie jak brązowe reliefy na ambonie są dziełem Fritza Fleera. Okna kościelne oraz w holu wejściowym są dziełem Elisabeth Coester i były pierwotnie zaplanowane dla starego kościoła św. Mikołaja. Projekt holu wejściowego dostosowano specjalnie do charakteru okien.
27 stycznia 2006 kościół św. Mikołaja wraz z wyposażeniem został wpisany na listę zabytków znajdujących się pod ochroną.

## Dzwony
Pięć kościelnych dzwonów o skali pentatonicznej zostało odlanych w 1962 roku przez Friedricha Wilhelma Schillinga w Heidelbergu. Odlano je z resztek dzwonów zniszczonego kościoła św. Mikołaja; jeszcze jedno świadectwo kontynuacji starego kościoła przez nowy.
| Nr. | Nazwa            | Średnica (m) | Waga (t) | Tonacja |
| I   | Friedensglocke   | 2,17         | 7,354    | g°      |
| II  | Apostelglocke    | 1,90         | 5,000    | a°      |
| III | Vaterstadtglocke | 1,59         | 2,800    | c′      |
| IV  | Nikolausglocke   | 1,40         | 1,800    | d′      |
| V   | Ewigkeitsglocke  | 1,32         | 1,200    | e′      |